# Don't Matter Now
Don't Matter Now è un singolo del cantautore britannico George Ezra, pubblicato il 16 giugno 2017 come primo estratto dal secondo album in studio Staying at Tamara's.

## Successo internazionale
Il singolo ha ottenuto successo in Europa e un discreto successo in Italia.

## Video musicale
Il videoclip mostra quasi sempre il cantante girare in macchina, tranne in alcuni momenti nel quale vengono mostrate altre riprese come ad esempio tre ragazze ballare in spiaggia, il cantante suonare il tamburo, una ragazza che si tira la torta in faccia e che si mette un adesivo su una gamba e una piscina.